# 2051
- Wikisource

| Calendário gregoriano                                                        | 2051 MMLI                            |
| Ab urbe condita                                                              | 2804                                 |
| Calendário arménio                                                           | 1501 – 1502                          |
| Calendário bahá'í                                                            | 207 – 208                            |
| Calendário budista                                                           | 2595                                 |
| Calendário chinês                                                            | 4747 – 4748 Início a 11 de fevereiro |
| Calendário copta                                                             | 1767 – 1768                          |
| Calendário etíope                                                            | 2043 – 2044                          |
| Calendários hindus - Vikram Samvat - Calendário nacional indiano - Cáli Iuga | 2106 – 2107 1972 – 1973 5151 – 5152  |
| Calendário Holoceno                                                          | 12051                                |
| Calendário islâmico                                                          | 1474 – 1475                          |
| Calendário judaico                                                           | 5811 – 5812                          |
| Calendário persa                                                             | 1429 – 1430 Início a 21 de março     |
| Calendário rúnico                                                            | 2301                                 |
| Calendário solar tailandês                                                   | 2594                                 |

2051 (MMLI, na numeração romana) será um ano comum do século XXI que começará num domingo, segundo o calendário gregoriano. A sua letra dominical será A. A terça-feira de Carnaval ocorrerá a 14 de fevereiro e o domingo de Páscoa a 2 de abril. Segundo o horóscopo chinês, será o ano da Cabra, começando a 11 de fevereiro.

| Evento                                                   | Data            | Hora  |
| -------------------------------------------------------- | --------------- | ----- |
| Aquário                                                  | 20 de janeiro   | 03:19 |
| Peixes                                                   | 18 de fevereiro | 17:17 |
| primavera no hemisfério norte e outono no hemisfério sul |                 |       |
| Carneiro/equinócio                                       | 20 de março     | 15:59 |
| Touro                                                    | 20 de abril     | 02:40 |
| Gémeos                                                   | 21 de maio      | 01:31 |
| verão no hemisfério norte e inverno no hemisfério Sul    |                 |       |
| Caranguejo/solstício                                     | 21 de junho     | 09:18 |
| Leão                                                     | 22 de julho     | 20:13 |
| Virgem                                                   | 23 de agosto    | 03:29 |
| Outono no Hemisfério Norte e Primavera no Hemisfério Sul |                 |       |
| Balança/equinócio                                        | 23 de setembro  | 01:27 |
| Escorpião                                                | 23 de outubro   | 11:10 |
| Sagitário                                                | 22 de novembro  | 09:03 |
| inverno no hemisfério norte e verão no hemisfério sul    |                 |       |
| Capricórnio/solstício                                    | 21 de dezembro  | 22:34 |

| UTC: Portugal Continental, Madeira, Guiné-Bissau e São Tomé e Príncipe Subtrair (-): 1 h nos Açores e Cabo Verde 2 h nas Ilhas oceânicas brasileiras 3 h em Brasília, em Goiás, na Amazônia Oriental Brasileira e no nordeste, sudeste e sul brasileiros 4 h na Amazônia Ocidental Brasileira, Mato Grosso e Mato Grosso do Sul 5 h no Acre e sudoeste do Amazonas Adicionar (+): 1 h em Angola e Guiné Equatorial 2 h em Moçambique 8 h em Macau 9 h em Timor-Leste. |
| Adicionar uma hora durante a vigência do horário de verão: Portugal Continental : De 26 de março a 29 de outubro de 2051 |

| Ano completo                    |
| ------------------------------- |
| Ano comum com início ao domingo |

## Eventos esperados e previstos
- Ano da Cabra, segundo o Horóscopo chinês.

### Datas desconhecidas
- Realização da Copa do Mundo de Futebol Feminino de 2051.